# پارک ملی آبل تاسمان
پارک ملی آبل تاسمان (به لاتین: Abel Tasman National Park) یک پارک ملی در نیوزیلند است که در Tasman District در شمال جزیرهٔ جنوبی واقع شده است. نام این پارک از آبل تاسمان گرفته شده است که در سال ۱۶۴۲ اولین کاشف اروپایی نیوزیلند بود و در همان نزدیکی در خلیج طلایی (Golden Bay) لنگر انداخت.